# Radoševići (Srebrenica, BiH)
Radoševići su naselje u općini Srebrenica, Republika Srpska, BiH.

## Stanovništvo
Nacionalni sastav stanovništva 1991. godine, bio je sljedeći:
ukupno: 215
- Srbi - 207
- Bošnjaci - 8